# 糙叶凤尾藓
糙叶凤尾藓（学名：Fissidens capitulatus），又名蜂腰凤尾藓，为凤尾藓科凤尾藓属下的一个种。

## 扩展阅读
- 維基物種上的相關：糙叶凤尾藓